# Liste tasmanischer Lokomotiven
Hinweis: Dieser Artikel besteht hauptsächlich aus Lokomotiven, die von den früheren Tasmanian Government Railways und den vorherigen Privatbahngesellschaften, die in den TGR zusammengefasst wurden, eingesetzt wurden. Lokomotiven der Mount Lyell Mining and Railway Co., North East Dundas Tramway, Emu Bay Railway und anderer Bahnen sind noch nicht enthalten.

## Dampf

### Launceston & Western Railway
- 4 „A“-Klasse, gebaut von Robert Stephenson and Company.
- 1 „A“-Klasse, gebaut von Sharp, Stewart and Company.

### Tasmanian Main Line Railway Co.
- 5 „E+“-Klasse, gebaut von der Hunslet Engine Company
- 1 „A+“-Klasse, gebaut von Hunslet
- 1 „F“-Klasse, gebaut von Neilson and Company
- 3 „B+“-Klasse, gebaut von Hunslet
- 2 „D+“-Klasse, gebaut von Dübs and Company
- 4 „C+“-Klasse, gebaut von Dübs & Co.

### Tasmanian Government Railways

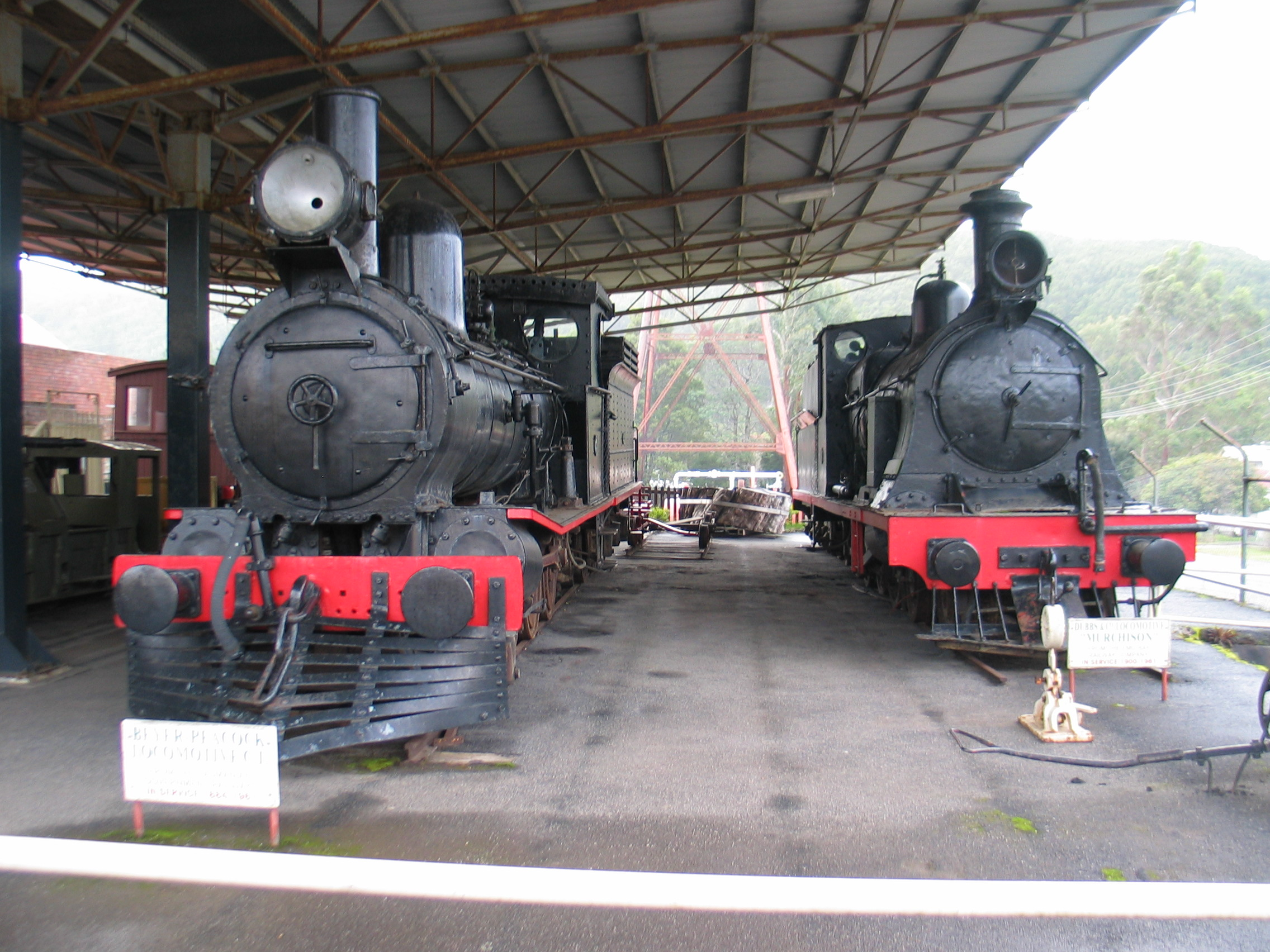
C1 (links) im West Coast Pioneers Museum

- 1 „A“-Klasse, gebaut in den TGR Workshops, Launceston
- 8 „A“-Klasse, gebaut von Beyer, Peacock
- 8 „Ab“-Klasse, gebaut in den TGR Workshops, Launceston
- 15 „B“-Klasse, gebaut von Beyer, Peacock
- 28 „C“-Klasse 2-6-0, gebaut von Beyer, Peacock[1]
- 6 „CC“-Klasse 2-6-0, gebaut in den TGR Workshops, Launceston. Umgebaute „C“-Klasse[1]
- 4 „CCS“-Klasse 2-6-0, gebaut in den TGR Workshops, Launceston. Umgebaute „CC“-Klasse[1]
- 5 „D“-Klasse, gebaut von Beyer, Peacock
- 8 „DS“-Klasse 2-6-4T, ex-New-Zealand-Railways-Klasse „WF“ (5 gebaut in den Hillside Workshops, 2 gebaut in den Addington Workshops, 1 gebaut von A & G Price).
- 2 „E“-Klasse, gebaut von Beyer, Peacock
- 4 „F“-Klasse, gebaut von James Martin[1]
- 14 „G“-Klasse 4-8-2+2-8-4, gebaut von VR, SAR, Clyde.[2]
- 8 „H“-Klasse 4-8-2, gebaut von Vulcan Foundry[3]
- 2 „L“-Klasse 2-6-2+2-6-2, gebaut von Beyer, Peacock[2]
- 2 „M“-Klasse (4-4-2+2-4-4), gebaut von Beyer, Peacock. Die einzigen Achtzylinder-Garratts der Welt: M1 stellte im Jahr 1912 einen Geschwindigkeitsweltrekord für Garratts von 55 mph (88 km/h) auf. Diese Lokomotiven waren für Geschwindigkeiten über 60 mph (97 km/h) ausgelegt.[2]
- 10 „M“-Klasse 4-6-2, gebaut von Robert Stephenson and Hawthorns. Diese Lokomotiven waren für Geschwindigkeiten über 60 mph (97 km/h) ausgelegt.[4]
- 4 „MA“-Klasse 4-6-2, gebaut in den TGR Workshops, Launceston. Umgebaute „M“-Klasse[4]
- 1 „P“-Klasse, gebaut von Clyde
- 19 „Q“-Klasse 4-8-2, gebaut von Perry, Walkers, Clyde[5]
- 4 „R“-Klasse 4-6-2, gebaut von Perry. Diese Lokomotiven waren für Geschwindigkeiten über 60 mph (97 km/h) ausgelegt.
- 9 „SP“-Klasse (Dampftriebwagen), gebaut von Sentinel Cammell
- 6 „T“-Klasse, gebaut von Walkers

### Ex Public Works Department (Marrawah tram)
- „Big Ben“, 0-6-0 ST type, gebaut von den Baldwin Locomotive Works
- „Fantail“, 0-4-0 ST type, gebaut von den Baldwin Locomotive Works
- „Six Wheeler“, 0-6-0 ST type, gebaut von Hudswell Clarke
- „Spider“, 0-4-0 WT type, gebaut von den Baldwin Locomotive Works

### Tasmania Government Railways (2-ft-Spur (610 mm))
- 3 „G“-Klasse, gebaut von Sharp, Stewart and Company
- 4 „H“-Klasse, gebaut von Krauss
- 1 „J“-Klasse 2-6-4-0T, gebaut von Hagans in Erfurt
- 2 „K“-Klasse  (0-4-0+0-4-0) gebaut von Beyer, Peacock. K1 war die erste Garratt, die gebaut wurde.

## Diesel

### Tasmanian Government Railways
- 13 „V“-Klasse(-C-), gebaut von Vulcan Foundry, TGR Workshops
- 32 „X“-Klasse (Bo-Bo), gebaut von English Electric, die erste dieselelektrische Hauptstreckenlokomotive, die von einem australischen Staatsbahnsystem eingesetzt wurde[6]
- 6 „U“-Klasse (-B-), gebaut von Malcolm Moore, TGR Workshops
- 2 „W“-Klasse (-C-), gebaut von Tulloch
- 5 „XA“-Klasse (Bo-Bo), gebaut in den TGR Workshops, Launceston. Umgebaute X class
- 8 „Y“-Klasse (Bo-Bo), gebaut von TGR workshops, English Electric
- 3 „VA“-Klasse (-C-), gebaut von den TGR Launceston Railway Workshops
- 4 „Z“-Klasse (Co-Co), gebaut von GEC (English Electric)
- 6 „ZA“-Klasse (Co-Co), gebaut von GEC (English Electric)
- 30 „DP“-Klasse (Triebwagen) (Bo-Bo), gebaut von Waddingtons

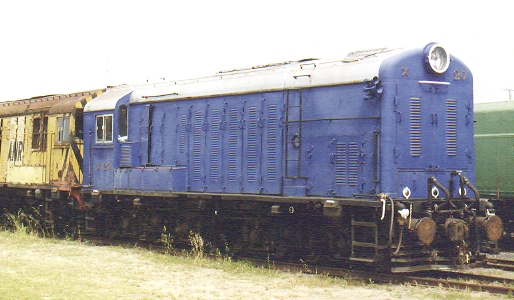
Dieselelektrische Lokomotive der „X“-Klasse, genutzt in Tasmanien
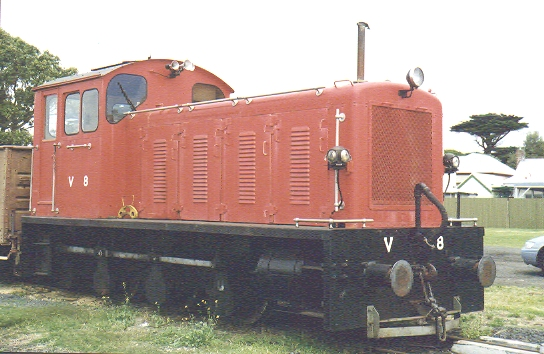
Diesel-Rangierlokomotive der „V“-Klasse, die in Tasmanien genutzt wurde
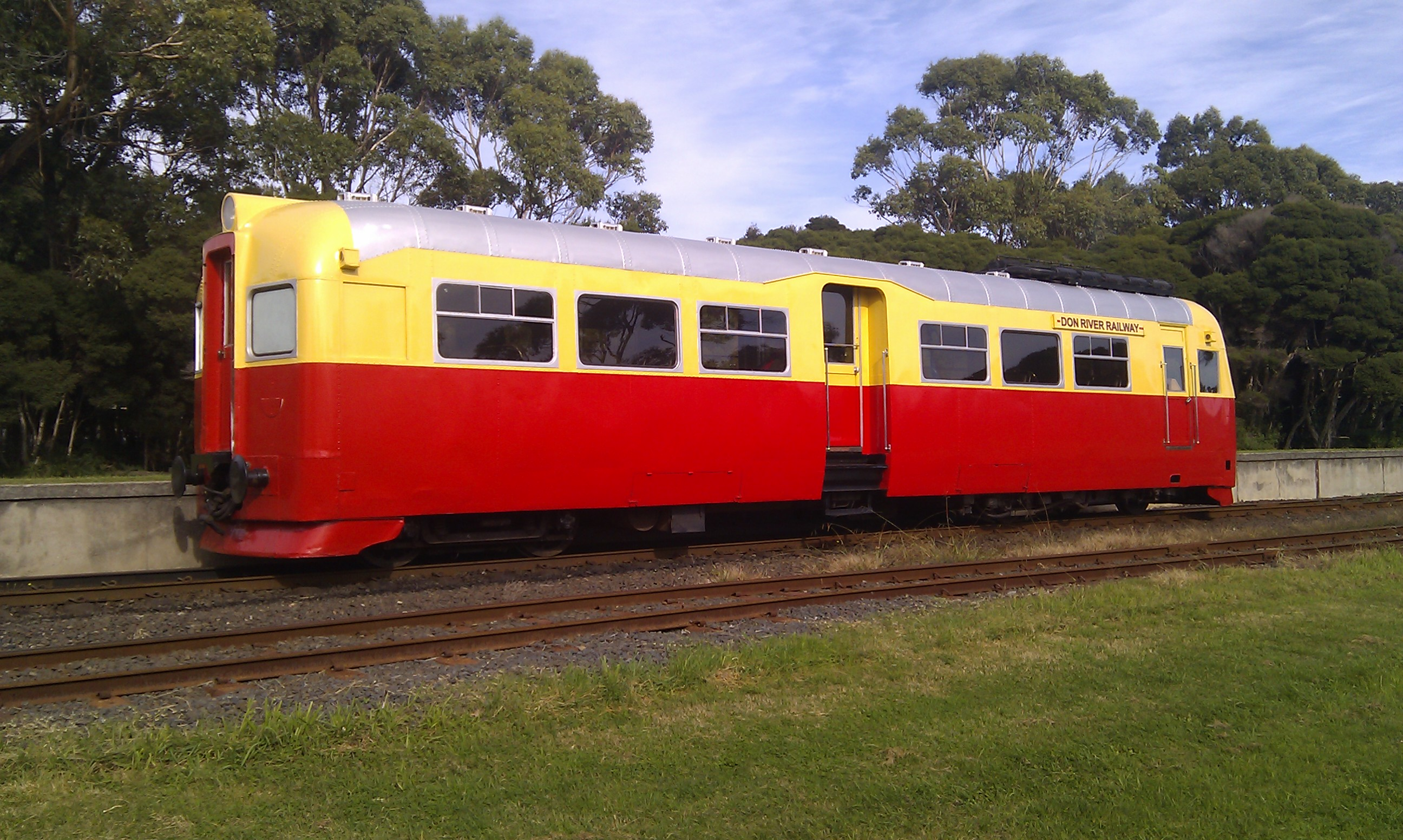
Ehemaliger TGR-Triebwagen DP22 der Don River Railway
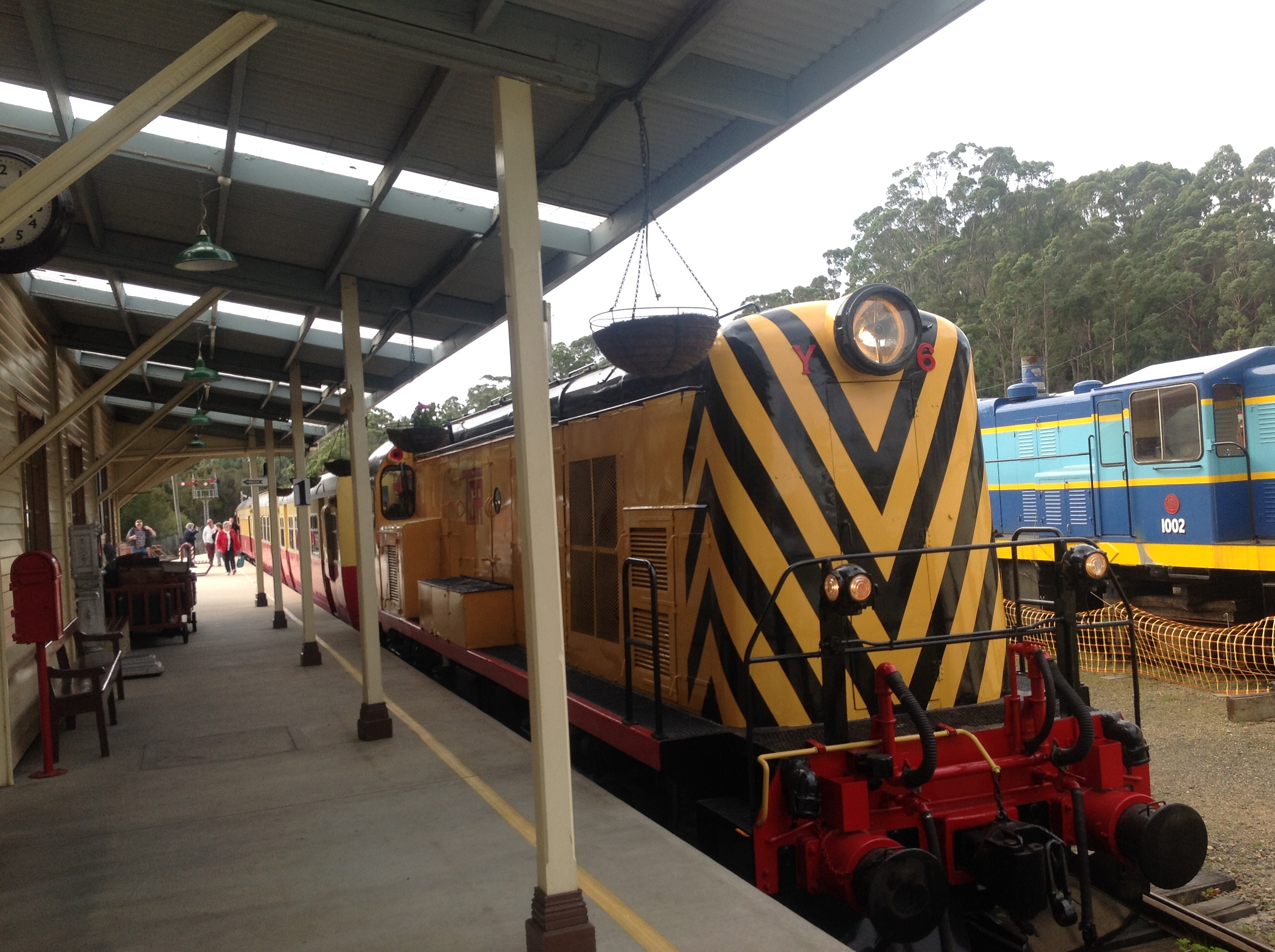
Ehemalige TGR Y6 der Don River Railway